# Haringača
Haringača (lat. Lepiota cristata), poznata i kao smrdljiva suncobranka ili sleđevica, je otrovna gljiva iz porodice Agaricaceae (pečurke). Uobičajena je i raširena vrsta - jedna od najrasprostranjenijih gljiva iz roda Lepiota - zabilježena je u Europi, sjevernoj Aziji, sjevernoj Americi i Novom Zelandu. 

## Opis
- Klobuk haringače je širok od 2 do 5 centimetara, širok, najprije čunjasto zvonolik, uskoro raširen i tupo ispupčen, prekriven smeđecrvenim čehicama (ljuskicama) koje su prema sredini sve gušće tako da je ispupčenje izrazito smeđe.
- Listići su gusti, nejednako dugi, slobodni ili često odmaknuti od stručka, bijeli ili žućkasti; oštrica sitno pahuljasta.
- Stručak je visok od 4 do 6 centimetara, tanak, valjkast, na dnu zadebljan, šupalj, bijel, prema dnu crvenkast, što se osobito zapaža na zadebljanju; pri vrhu nosi tipičan kratkotrajan i slabašan vjenčić.
- Meso je bijelo i tanko, vrlo oštra i neugodna zadaha plina ili haringa.
- Spore su u masi bijele, pod mikroskopom bezbojne, klinaste, 6 – 7 x 3 – 3,5 μm.

## Kemijske reakcije
Meso se s fenolanilinom oboji crveno, zatim postaje čokoladnosmeđe, a s gvajakolom za nekoliko minuta postane plavo. 

## Stanište
Raste u skupinama u travi ispod listopadnog i zimzelenog drveća ljeti i u jesen.   

## Upotrebljivost
Haringača je otrovna.

## Sličnosti
Haringača je pravi predstavnik niza vrsta malog rasta iz roda Lepiota. Dobro je upamtiti da su sve neugledne gljive iz roda Lepiota nejestive ili otrovne. Smrtno otrovna vrsta Lepiota helveola Bres ima bodljikastočekinjast i mesnatocrvenkast klobuk i stručak. Lepiota lilacina Bres, ljubičaste je boje, potpuno bijelih listića, a meso nema odvratan miris. Lepiota felina Quel ima trajan vjenčić, meso nema nikakav miris i na klobuku ima obručasto postavljene čehice. Dosta može sličiti i vrsta Lepiota clypeolaria Bull. ex Fr. (štitarka), ali ona ima do vjenčića izrazito pahuljičasto bijeli stručak. Potrebno je još reći da gljive malog rasta iz roda Lepiota još nisu sve znanstveno poznate i da u današnjoj literaturi postoji velika zbrka. Dakle, važno je napomenuti da sve te vrste nisu jestive. 

## Slike
|  |  |  |  |  |
|  |  |  |  |  |